# 흥양 이씨
흥양 이씨(興陽李氏)는 전라남도 고흥군을 본관으로 하는 한국의 성씨이다.

## 역사
시조 이언림(李彦林)은 고려 의종 때 상서우복야(尙書右僕射)을 역임한 후 흥양(興陽)(현 전라남도 고흥군)으로 낙향하여 살았다.  이에 후손들이 흥양을 본관으로 하였다. 7세손 이길(李吉)은 문과에 올라 봉상대부(奉常大夫) 통례문 부사(通禮門副使)에 이르렀는데, 충혜왕 때 흥양군(興陽君)에 봉해져 흥양을 관향으로 하사받았다고도 한다.

## 본관
흥양(興陽)은 전라남도 고흥군(高興郡) 지방의 조선시대 행정구역 명으로, 고려 초에는 고이부곡(高伊部曲)이라 하였으며, 1285년(충렬왕 11)에 고흥현(高興縣)이라 개칭하고 현감을 두었다. 1395년(태조 4)에 보성군 조양현(兆陽縣)으로 개편되었다가, 1397년 진(鎭)을 설치하고 병마사(兵馬使)로 현감(縣監)을 겸임하게 하였다.
1441년(세종 23)에는 장흥부(長興府) 두원현(豆原縣)으로 바꾸고, 보성군 남양현(南陽縣)을 분할 편입하여 흥양(興陽)이라 칭하고 현감을 두었다. 1895년(고종 32) 군으로 고쳐 군수(郡守)를 두었으며, 1914년 고흥군으로 개칭하였다.

## 인물
- 이양승(李陽升): 고려 고종 때 거란이 침입하자 김취려(金就礪)의 막하장으로 출전하여 공을 세우고, 위주(渭州) 전투에서 전사하였다.
- 이전(李 㙉)
- 이준(李 埈)
- 이의상(李宜相)
- 이태석(李泰錫)

## 집성촌
- 경상북도 상주시
- 전라북도 무주군
- 전라남도 고흥군
- 전라남도 담양군
- 전라남도 광산군
- 경상북도 군위군
- 경상남도 합천군

## 항렬자
| 24세               | 25세         | 26세         | 27세               | 28세               | 29세               | 30세               | 31세               | 32세               | 33세               | 34세         | 35세               | 36세               | 37세               | 38세               | 39세               | 40세               | 41세               |
| ------------------ | ------------ | ------------ | ------------------ | ------------------ | ------------------ | ------------------ | ------------------ | ------------------ | ------------------ | ------------ | ------------------ | ------------------ | ------------------ | ------------------ | ------------------ | ------------------ | ------------------ |
| 병,발,교(柄,撥,敎) | 곤,시(坤,時) | 진,종(鎭,鍾) | 철,호,하(澈,浩,河) | 동,상,정(東,相,楨) | 면,형,희(勉,炯,熙) | 병,치,재(昞,穉,載) | 영,전,호(寧,銓,鎬) | 성,영,연(成,永,淵) | 표,근,주(杓,槿,柱) | 균,재(均,在) | 갑,옥,현(鉀,鈺,鉉) | 구,태,수(求,泰,洙) | 영,모,임(榮,模,林) | 섭,찬,환(燮,燦,煥) | 재,은,기(裁,垠,基) | 철,용,석(鐵,鎔,錫) | 식,한,홍(湜,漢,洪) |

## 인구
- 1985년 13,829명
- 2000년 16,977명
- 2015년 22,784명